# エドワルド・プレスケ
エドワルド・ドミトリエヴィチ・プレスケ（ロシア語: Эдуард Дмитриевич Плеске、Eduard Dmitrievich Pleske、1852年 - 1904年2月4日）は、帝政ロシアの官僚、政治家。

## 経歴・概要
1852年、ロシア帝国の貴族の家庭に生まれる。インペリアル・アレクサンドル・リツェイ（リセ、学習院）を卒業し、大蔵省に入省する。大蔵省では特別信用局次長、局長を歴任する。1894年、ロシア帝国国立銀行総裁に任命される。1895年から1899年に発行された紙幣には国立銀行総裁としてのプレスケの名が見受けられる。
1903年、セルゲイ・ウィッテ蔵相の下、大蔵次官に任命されウィッテが大臣会議議長（首相）に就任すると、1903年8月16日、その後任として蔵相に就任し在職中の1904年2月4日に死去した。1904年の短期間に国家評議会議員にも選出されている。

## 著作
プレスケは、以下の著作を出版した。
- Reference Guide to Tax collectors, State Chambers and Treasuries , 1885年